# Jan Antonín Cassini de Bugella
Jan Antonín Cassini de Bugella (německy Johann Anton Cassinis de Bugella, okolo 1650 – 15. března 1716 Praha) byl italský lékař usazený v českých zemích, profesor medicíny na Ferdinandově univerzitě u sv. Klimenta v Praze (Univerzita Karlova), dlouholetý děkan pražské lékařské fakulty a v letech 1694–1695 také rektor univerzity. 

## Život
Narodil se jako syn Itala Maxmiliána Antonia Cassinise (také Cassiniho), člena italské kongregace Bratrstvo sv. Boromeje. Absolvoval kolej jezuitského řádu v Klementinu v Praze. Na univerzitě následně vystudoval medicínu a filozofii a nadále zde odborně působil. V letech 1695 až 1716 opakovaně působil jako děkan zdejší lékařské fakulty a roku 1694 zastával úřad rektora pražské univerzity.
Jako vedoucí lékař tzv. Italské nemocnice (Welschen Hospitals) na Malé Straně v Praze, sloužící především pro v Praze žijící Italy, zavedl poliklinickou výuku lékařských studií a spolu se skupinou lékařů zkoumal tehdy ještě neznámé příčiny morových epidemií, které sužovaly obyvatele Prahy, potažmo českých zemí, od třicetileté války až do konce 17. století. Vykonával i praxi dvorního lékaře.
Byl autorem několika odborných publikací v latině.